# Tremelo
Tremelo est une commune néerlandophone de Belgique située en Région flamande dans la province du Brabant flamand.
Elle est née de la fusion de Tremelo et de Baal.

## Sections de la commune
| # | Section | Superf. (km²) | Habitants (2020) | Habitants par km² | Code INS |
| - | ------- | ------------- | ---------------- | ----------------- | -------- |
| 1 | Tremelo | 12,18         | 8.978            | 737               | 24109A   |
| 2 | Baal    | 9,73          | 5.935            | 610               | 24109B   |

### Localités
- Tremelo: Ninde, Bollo, Kruis et Veldonk.

## Histoire de la paroisse de Tremelo
Tremeloo était autrefois sous la dépendance de la paroisse de Werchter, où l'abbaye de Parc à Heverlee possédait le patronage de l'église, et où se trouvaient des chapelles renommées : la chapelle Sainte-Barbe et la chapelle Notre-Dame, toutes deux dans le hameau Te Ninde (ou Ten Eynde), la chapelle Sainte-Croix, la chapelle Sainte-Catherine, la chapelle Saint-Ghislain dans le hameau de Veldonc.
C'est grâce à l'abbé Simon Wouters, né à la grande ferme de Veldonc, appartenant à l'abbaye de Parc, que la nouvelle paroisse de Tremelo fut érigée. En 1781, les chapelles furent supprimées et la nouvelle église fut bâtie dans une partie du hameau de Te Ninde, avec les pierres des oratoires démolis. Cette église Notre-Dame fut bénite par le prélat Wouters, le 26 octobre 1783. Son premier curé fut J. Thiebaut, chanoine de Parc. Le patronage de l'église revenait à l'abbaye.

## Patrimoine
- Église paroissiale Notre-Dame, ensemble classique (1781-1783). Orgue de 1828[2].
- Presbytère de l'église paroissiale (1781)[3].
- Maison natale du père Damien[4].
- Maison communale de Tremelo (1920)[5].

## Héraldique
|  | La commune possède des armoiries qui lui ont été octroyées le 14 septembre 1970 et encore le 1er octobre 1991. Tremelo ne devint une municipalité séparée qu'en 1837 et ne possédait donc ni sceau ni armoiries plus anciennes. Le village faisait historiquement partie de Werchter et les deux villages faisaient partie de la région de Land van Rotselaar. Les armoiries montrent ainsi les armoiries de Rotselaar avec les trois demi-fleurs de lys. Les armoiries sont placées devant le Père Damien, depuis 2009 saint Damien de Molokaʻi, qui a travaillé parmi les lépreux de l’île de Moloka’i à Hawaii. Il est né à Tremelo. Blasonnement : D'argent à trois fleurs de lys au pied posé de gueules. L'écu placé devant un Père Damien au naturel. - Délibération communale : 19 février 1991 - Arrêté de l'exécutif de la communauté : 01 octobre 1991 - Moniteur belge : 4 janvier 1995 Source du blasonnement : Heraldy of the World. |

## Démographie

### Démographie: avant la fusion des communes
- Source : DGS recensements population.

### Démographie: commune fusionnée
En tenant compte des anciennes communes entraînées dans la fusion de communes de 1977, on peut dresser l'évolution suivante :
Les chiffres des années 1831 à 1970 tiennent compte des chiffres des anciennes communes fusionnées.
- Source : DGS, de 1831 à 1981 = recensements population ; à partir de 1990 = nombre d'habitants chaque 1er janvier.[7]
- 1846 : la section de Tremelo faisait partie de la commune de Werchter jusque 1837.

## Personnalité née dans la commune
- Le père Damien (Joseph De Veuster, 1840-1889) est né à Ninde, un hameau de Tremelo.

## Liens externes

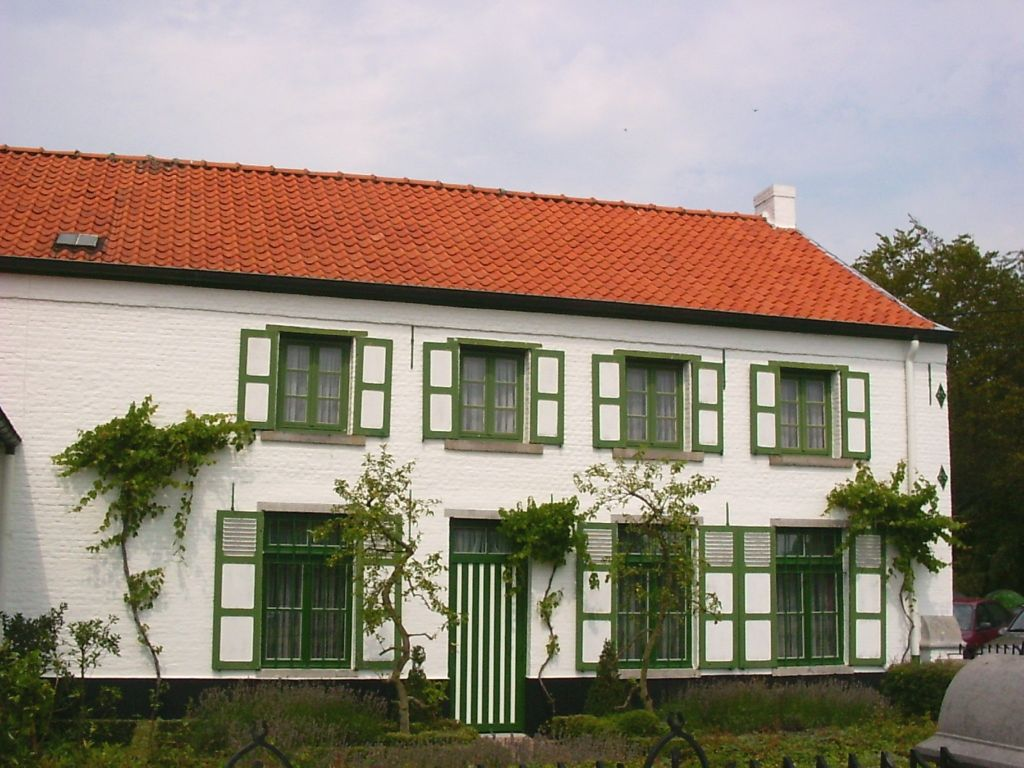
Maison natale du père Damien.